# Zoltán Kuli
| 175437 Zsivótzky      | 21 agosto 2006    |
| 175567 Csadaimre      | 14 ottobre 2006   |
| 178156 Borbála        | 17 ottobre 2006   |
| 181392 Katonajózsef   | 23 settembre 2006 |
| 185196 Vámbéry        | 15 ottobre 2006   |
| 187125 Marxgyörgy     | 31 agosto 2005    |
| 210070 Robertcapa     | 19 agosto 2006    |
| 216808 Tolmárgyula    | 14 ottobre 2006   |
| 221528 Kosztolányi    | 14 ottobre 2006   |
| 284357 Semseyandor    | 23 settembre 2006 |
| 290129 Rátzlászló     | 31 agosto 2005    |
| 318694 Keszthelyi     | 29 agosto 2005    |
| 405571 Erdőspál       | 31 agosto 2005    |
| 423433 Harsányi       | 29 agosto 2005    |
| 469773 Kitaibel       | 30 agosto 2005    |
| 499526 Romhányi       | 2 settembre 2010  |
| 541185 Boldogkői      | 30 gennaio 2011   |
| 544325 Péczbéla       | 4 dicembre 2010   |
| 546235 Kolbenheyer    | 28 ottobre 2010   |
| 546275 Kozák          | 30 ottobre 2010   |
| 546471 Szipál         | 1º novembre 2010  |
| 546515 Almásy         | 31 ottobre 2010   |
| 547398 Turánpál       | 3 settembre 2010  |
| 547400 Szakcsilakatos | 4 settembre 2010  |
| 547664 Ozdín          | 28 ottobre 2010   |
| 547705 Paálgyörgy     | 31 ottobre 2010   |
| 549107 Hackitamás     | 31 gennaio 2011   |
| 552727 Hauszmann      | 2 settembre 2010  |
| 552733 Grétsylászló   | 4 settembre 2010  |
| 552748 Garasdezső     | 6 settembre 2010  |
| 552750 Valasek        | 6 settembre 2010  |
| 552855 Hoitsy         | 31 ottobre 2010   |
| 561911 Kézandor       | 1º novembre 2010  |
| 562936 Bródyimre      | 3 settembre 2010  |
| 562979 Barabásmiklós  | 3 settembre 2010  |
| 566631 Svábhegy       | 1º novembre 2010  |
| 574546 Kondorgusztáv  | 6 settembre 2010  |
| 574635 Jánossy        | 6 settembre 2010  |
| 574691 Horgerantal    | 31 ottobre 2010   |
| 579513 Saselemér      | 1º novembre 2010  |
| 579785 Kepesgyula     | 7 ottobre 2010    |
| 589718 Csopak         | 6 settembre 2010  |
| 589780 Ajka           | 7 ottobre 2010    |
| 589887 Fellnerjakab   | 31 ottobre 2010   |
| 591964 Jakucs         | 7 settembre 2010  |

Zoltán Kuli (1977) è un astronomo ungherese.
Il Minor Planet Center gli accredita le scoperte di oltre centosessanta asteroidi, effettuate tra il 2005 e il 2011, in parte in collaborazione con Krisztián Sárneczky.
Gli è stato dedicato l'asteroide 257211 Kulizoli.